# توماش ماژتسکی
توماش ماژتسکی (لهستانی: Tomasz Marzecki؛ زادهٔ ۱۶ آوریل ۱۹۴۹) بازیگر و صداپیشه اهل لهستان است. وی دانش‌آموختهٔ آکادمی ملی هنرهای نمایشی الکساندر زلوروویچ در ورشو است و بابت مشارکت‌های هنری‌اش در سال ۲۰۰۱ صلیب لیاقت دریافت نمود.
از فیلم‌ها یا مجموعه‌های تلویزیونی که وی در آن‌ها نقش داشته‌است، می‌توان به صفر-هفت، به‌گوشم اشاره نمود.